# Antropozoonose
Uma antropozoonose é uma doença primária de animais e que pode ser transmitida aos humanos. Ex.: brucelose, onde os humanos são infectados acidentalmente.